# ديفيد فنكلشتاين
ديفيد فنكلشتاين (بالإنجليزية: David Finkelstein) (و. 1929 – 2016 م) هو فيزيائي من الولايات المتحدة الأمريكية . ولد في مدينة نيويورك .

## التعليم
تعلم في City College of New York، ومعهد ماساتشوست للتكنولوجيا